# Love Is a Battlefield
Singles de Pat Benatar
Looking for a Stranger
(1983) We Belong (en)
(1984)
Clip vidéo
[vidéo] « Love Is a Battlefield », sur YouTube
Love Is a Battlefield est une chanson écrite et composée par Mike Chapman et Holly Knight et interprétée par la chanteuse de rock américaine Pat Benatar. Sortie en single le 13 septembre 1983, elle est extraite de l'album Live from Earth.
Il s'agit du plus grand succès de Pat Benatar. Le single arrive en tête des ventes en Australie en Belgique et aux Pays-Bas. Aux États-Unis il se classe 5e du Billboard Hot 100 et numéro 1 du palmarès Mainstream Rock.

## Historique
Écrite et composée par Mike Chapman et Holly Knight, Love Is a Battlefield était au départ une ballade, mais Neil Giraldo, musicien et mari de Pat Benatar et coproducteur de la chanson, a décidé d'en accélérer le tempo.
Enregistrée et mixée aux studios MCA Whitney à Glendale en Californie, la chanson sort en single le 13 septembre 1983. Bien qu'il s'agisse d'un enregistrement studio, elle est incluse dans l'album live intitulé Live from Earth qui sort en octobre 1983, témoignage de la tournée américaine et européenne entreprise par Pat Benatar en 1982 et 1983. Une autre chanson enregistrée aux studios de Glendale, dont le titre est Lipstick Lies, figure également dans l'album.
Ressorti au Royaume-Uni en 1985, le single entre de nouveau dans le UK Singles Chart et grimpe à la 17e place, faisant mieux que lors de sa sortie originale où il s'était classé seulement 49e.
En 1998 un remix réalisé par DJ Kay Gee, avec la participation de la rappeuse Queen Latifah, apparaît sur la bande originale du film Small Soldiers de Joe Dante,.
La chanson figure dans la bande originale du film 30 ans sinon rien (13 Going On 30) avec Jennifer Garner, sorti en 2004, ainsi que dans le dernier épisode de la saison 2 de la série télévisée Stranger Things en 2017.

## Distinction
Love Is a Battlefield permet à Pat Benatar de remporter en 1984 le Grammy Award de la meilleure chanteuse rock pour la quatrième fois de sa carrière.

## Clip vidéo
Le clip vidéo, réalisé par Bob Giraldi, met en scène Pat Benatar dans le rôle d'une jeune femme qui, après une dispute avec son père, quitte le domicile familial. Arrivée à New York en bus, elle trouve dans un bar de nuit un emploi de taxi dancer, dansant avec les clients qui le souhaitent. Après avoir pris la défense d'une de ses collègues contre le patron de l'établissement, elle mène la fronde des danseuses qui se libèrent de l'emprise du patron. Le clip se termine montrant Pat Benatar assise à l'arrière d'un bus vers une destination inconnue.
Ce clip est l'un des premiers à être réalisés avec une courte scène de dialogue. Il montre également des séquences de danse, chorégraphiées par Michael Peters qui fait une courte apparition.
Il est nommé pour le MTV Video Music Award de la meilleure vidéo féminine en 1984.

## Classements hebdomadaires
| Classement (1983-1984)                 | Meilleure position |
| -------------------------------------- | ------------------ |
| Allemagne (GfK Entertainment)          | 3                  |
| Australie (Kent Music Report)          | 1                  |
| Belgique (Flandre Ultratop 50 Singles) | 1                  |
| Canada (RPM 100 Singles)               | 2                  |
| États-Unis (Billboard Hot 100)         | 5                  |
| États-Unis (Mainstream Rock)           | 1                  |
| Irlande (IRMA)                         | 9                  |
| Nouvelle-Zélande (RMNZ)                | 6                  |
| Pays-Bas (Nederlandse Top 40)          | 1                  |
| Pays-Bas (Single Top 100)              | 1                  |
| Royaume-Uni (UK Singles Chart)         | 49                 |
| Suisse (Schweizer Hitparade)           | 11                 |

| Classement (1985)              | Meilleure position |
| ------------------------------ | ------------------ |
| Royaume-Uni (UK Singles Chart) | 17                 |

## Certifications
| Pays                  | Certification | Unités certifiées |
| --------------------- | ------------- | ----------------- |
| Canada (Music Canada) | Or            | 50 000            |
| États-Unis (RIAA)     | Or            | 500 000           |
| Royaume-Uni (BPI)     | Argent        | 200 000           |

## Reprises
Parmi les reprises de la chanson par d'autres artistes, celle du chanteur Joey Perone s'est classée 86e en Allemagne en 2003. 